# Primera divisió espanyola de futbol 1950-1951
Resum de l'activitat de la temporada 1950-1951 de la Primera divisió espanyola de futbol.

## Equips participants
| Club                | Ciutat        | Estadi         |
| ------------------- | ------------- | -------------- |
| CE Alcoià           | Alcoi         | El Collao      |
| Atlético Bilbao     | Bilbao        | San Mamés      |
| Atlètic de Madrid   | Madrid        | Metropolitano  |
| FC Barcelona        | Barcelona     | Les Corts      |
| Celta de Vigo       | Vigo          | Balaídos       |
| Deportivo La Coruña | La Corunya    | Riazor         |
| RCD Espanyol        | Barcelona     | Sarrià         |
| UE Lleida           | Lleida        | Camp d'Esports |
| CD Málaga           | Màlaga        | La Rosaleda    |
| Reial Múrcia CF     | Múrcia        | La Condomina   |
| Reial Madrid        | Madrid        | Chamartín      |
| Real Santander      | Santander     | El Sardinero   |
| Reial Societat      | Sant Sebastià | Atotxa         |
| Sevilla FC          | Sevilla       | Nervión        |
| València CF         | València      | Mestalla       |
| Reial Valladolid    | Valladolid    | Municipal      |

## Classificació general
| Pos | Equip                 | PJ | PG | PE | PP | GF | GC  | DG  | Pts | Classificació o descens         |
| --- | --------------------- | -- | -- | -- | -- | -- | --- | --- | --- | ------------------------------- |
| 1   | Atlètic de Madrid (C) | 30 | 17 | 6  | 7  | 87 | 50  | +37 | 40  | Classificat per la Copa Llatina |
| 2   | Sevilla FC            | 30 | 17 | 4  | 9  | 79 | 46  | +33 | 38  |                                 |
| 3   | València CF           | 30 | 17 | 3  | 10 | 64 | 48  | +16 | 37  |                                 |
| 4   | FC Barcelona          | 30 | 16 | 3  | 11 | 83 | 61  | +22 | 35  |                                 |
| 5   | Reial Societat        | 30 | 15 | 5  | 10 | 77 | 56  | +21 | 35  |                                 |
| 6   | Reial Valladolid      | 30 | 14 | 5  | 11 | 51 | 51  | 0   | 33  |                                 |
| 7   | Atlético Bilbao       | 30 | 15 | 3  | 12 | 88 | 56  | +32 | 33  |                                 |
| 8   | Celta de Vigo         | 30 | 15 | 3  | 12 | 62 | 56  | +6  | 33  |                                 |
| 9   | Reial Madrid          | 30 | 13 | 5  | 12 | 80 | 71  | +9  | 31  |                                 |
| 10  | Real Santander        | 30 | 12 | 6  | 12 | 49 | 60  | −11 | 30  |                                 |
| 11  | RCD Espanyol          | 30 | 13 | 4  | 13 | 82 | 72  | +10 | 30  |                                 |
| 12  | Deportivo La Coruña   | 30 | 13 | 4  | 13 | 64 | 47  | +17 | 30  |                                 |
| 13  | CD Málaga (R)         | 30 | 12 | 5  | 13 | 55 | 52  | +3  | 29  | Promoció                        |
| 14  | Reial Múrcia CF (R)   | 30 | 8  | 3  | 19 | 40 | 86  | −46 | 19  | Promoció                        |
| 15  | CE Alcoià (R)         | 30 | 6  | 2  | 22 | 36 | 92  | −56 | 14  | Descens                         |
| 16  | UE Lleida (R)         | 30 | 6  | 1  | 23 | 41 | 134 | −93 | 13  | Descens                         |

## Resultats
| Casa \ Fora         | ALC | ATB | ATM | BAR | MAL | CEL | DEP | ESP | LER  | MUR | RSA | RMA | RSO | SEV | VAL | VAD |
| ------------------- | --- | --- | --- | --- | --- | --- | --- | --- | ---- | --- | --- | --- | --- | --- | --- | --- |
| CE Alcoià           | —   | 0–1 | 1–2 | 0–1 | 2–1 | 0–2 | 0–1 | 4–1 | 6–2  | 1–0 | 3–3 | 2–1 | 1–4 | 1–1 | 0–2 | 1–4 |
| Atlético Bilbao     | 8–1 | —   | 4–0 | 4–3 | 3–1 | 9–4 | 1–1 | 4–2 | 10–0 | 5–1 | 3–1 | 2–5 | 7–1 | 3–0 | 4–1 | 1–1 |
| Atlètic de Madrid   | 5–1 | 2–0 | —   | 6–4 | 3–0 | 3–2 | 5–2 | 1–1 | 7–1  | 2–2 | 9–1 | 4–0 | 2–2 | 2–1 | 3–1 | 7–0 |
| FC Barcelona        | 6–0 | 2–1 | 3–0 | —   | 7–2 | 3–1 | 2–2 | 4–1 | 6–1  | 2–1 | 2–1 | 7–2 | 8–2 | 4–1 | 2–1 | 3–1 |
| CD Málaga           | 2–0 | 2–1 | 2–1 | 3–1 | —   | 1–2 | 4–2 | 2–0 | 9–0  | 0–0 | 2–0 | 3–0 | 4–1 | 2–0 | 0–2 | 0–0 |
| Celta de Vigo       | 6–2 | 4–1 | 0–2 | 2–2 | 2–1 | —   | 1–2 | 2–0 | 4–0  | 4–1 | 1–0 | 2–2 | 3–1 | 3–0 | 5–1 | 0–1 |
| Deportivo La Coruña | 4–0 | 4–0 | 3–0 | 2–0 | 2–2 | 4–1 | —   | 4–1 | 10–1 | 4–1 | 0–1 | 5–0 | 1–1 | 0–3 | 1–0 | 0–1 |
| RCD Espanyol        | 5–3 | 3–2 | 4–3 | 6–0 | 4–2 | 3–1 | 3–2 | —   | 8–0  | 7–0 | 2–0 | 7–1 | 2–1 | 2–4 | 2–2 | 3–2 |
| UE Lleida           | 3–1 | 0–3 | 3–4 | 0–3 | 2–5 | 2–3 | 1–0 | 5–4 | —    | 3–2 | 4–2 | 1–6 | 1–0 | 4–5 | 1–6 | 2–2 |
| Reial Múrcia CF     | 3–1 | 3–6 | 1–3 | 3–2 | 4–0 | 1–2 | 2–0 | 0–0 | 3–2  | —   | 2–0 | 2–5 | 2–1 | 3–2 | 2–4 | 1–2 |
| Real Santander      | 3–1 | 1–0 | 1–0 | 2–2 | 0–0 | 2–1 | 4–2 | 4–3 | 5–1  | 4–0 | —   | 1–0 | 1–1 | 2–2 | 0–2 | 4–1 |
| Reial Madrid        | 7–0 | 2–2 | 3–6 | 4–1 | 1–1 | 1–1 | 2–1 | 6–2 | 7–0  | 6–0 | 0–1 | —   | 7–2 | 3–3 | 3–2 | 2–1 |
| Reial Societat      | 3–1 | 3–0 | 1–1 | 3–1 | 4–1 | 5–1 | 5–1 | 3–1 | 2–0  | 7–0 | 5–0 | 6–2 | —   | 1–0 | 3–0 | 5–2 |
| Sevilla FC          | 7–1 | 1–0 | 1–1 | 4–0 | 4–2 | 3–0 | 3–1 | 5–2 | 5–0  | 5–0 | 4–0 | 4–0 | 2–1 | —   | 4–0 | 4–0 |
| València CF         | 4–1 | 3–1 | 1–0 | 4–2 | 3–1 | 0–1 | 0–3 | 3–2 | 4–1  | 2–0 | 3–3 | 2–1 | 1–1 | 4–0 | —   | 4–1 |
| Reial Valladolid    | 0–1 | 4–2 | 3–3 | 1–0 | 1–0 | 3–1 | 2–0 | 1–1 | 2–0  | 4–0 | 4–1 | 0–1 | 3–2 | 4–1 | 0–1 | —   |

### Promoció
Hi participaren en 13è i 14è de primera divisió i el segon i tercer de cada grup de segona.
| Pos | Equip                  | PJ | PG | PE | PP | GF | GC | DG  | Pts | Classificació     |
| --- | ---------------------- | -- | -- | -- | -- | -- | -- | --- | --- | ----------------- |
| 1   | UD Las Palmas (O, P)   | 10 | 8  | 0  | 2  | 26 | 11 | +15 | 16  | A Primera Divisió |
| 2   | Reial Saragossa (O, P) | 10 | 7  | 1  | 2  | 31 | 16 | +15 | 15  | A Primera Divisió |
| 3   | CD Málaga (R)          | 10 | 7  | 1  | 2  | 34 | 18 | +16 | 15  | A Segona Divisió  |
| 4   | Reial Múrcia CF (R)    | 10 | 3  | 0  | 7  | 23 | 33 | −10 | 6   | A Segona Divisió  |
| 5   | CE Sabadell            | 10 | 2  | 1  | 7  | 14 | 25 | −11 | 5   | A Segona Divisió  |
| 6   | UD Salamanca           | 10 | 1  | 1  | 8  | 8  | 33 | −25 | 3   | A Segona Divisió  |

| Casa \ Fora     | LPA | MAL | MUR | SAB | SAL | ZAR |
| --------------- | --- | --- | --- | --- | --- | --- |
| UD Las Palmas   | —   | 4–1 | 6–1 | 2–0 | 2–1 | 2–0 |
| CD Málaga       | 2–0 | —   | 5–2 | 4–0 | 6–0 | 4–2 |
| Reial Múrcia CF | 2–5 | 1–5 | —   | 5–2 | 6–2 | 1–4 |
| CE Sabadell     | 1–2 | 2–2 | 1–0 | —   | 3–0 | 2–4 |
| UD Salamanca    | 0–2 | 1–3 | 0–3 | 3–2 | —   | 1–1 |
| Reial Saragossa | 3–1 | 6–2 | 3–2 | 3–1 | 5–0 | —   |

### Resultats finals
- Campió: Atlètic de Madrid.
- Descensos: CD Málaga, Real Murcia CF, CE Alcoià i UE Lleida.
- Ascensos: Real Gijón, Atlético Tetuán, UD Las Palmas i Reial Saragossa.
- Màxim golejador:  Telmo Zarra (Athletic Club).
- Porter menys golejat:  Juan Acuña (Deportivo de La Coruña).

## Màxims golejadors
| Posició | Jugador                | Equip             | Gols |
| ------- | ---------------------- | ----------------- | ---- |
| 1       | Telmo Zarra            | Atlético Bilbao   | 38   |
| 2       | César Rodríguez        | FC Barcelona      | 29   |
| 3       | Pahiño                 | Reial Madrid      | 21   |
| 4       | Manuel Badenes         | València CF       | 20   |
| 5       | Adrián Escudero        | Atlètic de Madrid | 19   |
| 5       | Juan Araujo            | Sevilla FC        | 19   |
| 5       | Gerardo Coque          | Reial Valladolid  | 19   |
| 8       | Francesc Xavier Marcet | RCD Espanyol      | 18   |
| 9       | Epi                    | Reial Societat    | 17   |
| 9       | José Caeiro            | Reial Societat    | 17   |

## Porter menys golejat
| Posició | Jugador    | Equip                  | Gols | Partits | Mitjana |
| ------- | ---------- | ---------------------- | ---- | ------- | ------- |
| 1       | Juan Acuña | Deportivo de La Coruña | 36   | 26      | 1,38    |